# Petey Pablo
Petey Pablo, pseudonimo di Moses Barrett III (Greenville, 22 luglio 1973), è un rapper statunitense.

## Biografia
La sua voce, la sua attitudine sul beat sono elementi che messi insieme fanno parte di un gusto che sa di R&B, di raggae e di rap.
Nasce a Greenville, dove inizia ad interessarsi della musica. Mai entrato nel giro dell'underground, è entrato direttamente all'interno del mainstream musicale. Si sposta a New York, dove conosce rapper come Busta Rhymes, Mystikal e Black Rob. Remixa il brano di quest'ultimo, Whoa, che cattura l'attenzione di Timbaland. Il direttore della Jive Records, ascoltandolo in un club di New York, ne resta colpito. Gli viene subito offerta una collaborazione in Let's Get Ready, album di Mystikal, e gli viene presentata Missy Elliott, che a sua volta presenta Timbaland. Quest'ultimo realizza per lui la strumentale per il singolo Raise Up. Il brano esplode nel sud nell'estate del 2001, per poi espandersi e far sì che Petey realizzi un video, in onda su MTV. La classifica di Billboard vede Raise Up tra le prime posizioni. A distanza di qualche mese arriva il suo successivo singolo Diary of a Sinner che spopola, e fa guadagnare a Pablo un'elevata notorietà. Le sue produzioni sono affidate a Timbaland, Prophecy, Chucky Madness ed Abnormal. Sfortunatamente il suo album Diary of a Sinner: 1st Entry non riesce ad avere un singolo degno del precedente, e il rapper finisce presto fuori dalle luci dei riflettori.
Nella primavera del 2004 il seguito: Still Writing in My Diary: 2nd Entry. Il singolo Freek-A-Leek spiana la strada all'LP ed innalza Pablo al suo posto tra gli alti piani delle classifiche. Il brano fu prodotto dal produttore di Atlanta Lil Jon. Pablo collabora con Rasheeda nel brano Vibrate (inserito come bonus track nel suo disco), con Ciara nel singolo Goodies prodotto sempre da Jon. Agli MTV Video Music Awards 2004 si esibisce al fianco di Lil Jon, degli East Side Boyz e degli Ying Yang Twins.

## Discografia
- 2001 – Diary of a Sinner: 1st Entry
- 2004 – Still Writing in My Diary: 2nd Entry

## Filmografia

### Cinema
- Irish Jam, regia di Eddie Griffin (2006)
- Cryptid, regia di Isaac Florentine (2006)
- Just Another Day, regia di Peter Spirer (2009)

### Televisione
- The Shield – Serie TV, episodio 4x11 (2005)
- Empire – Serie TV, 2 episodi(2015)

## Doppiatori italiani
Nelle versioni in italiano delle opere in cui ha recitato, Petey Pablo è stato doppiato da:
- Alessandro Rigotti in The Shield